# بيتا ميلارك
بيتا ميلاريك (بالإنجليزية: Peeta Mellark)‏ هو شخصية خيالية من ثلاثية مباريات الجوع للكاتبة سوزان كولنز. الممثل جوش هوتشرسن يجسد دور بيتا ميلاريك في في فيلم مباريات الجوع (2012) ومباريات الجوع: ألسنة اللهب (2013) وسيجسدها أيضاً في مباريات الجوع: الطائر المقلد (2014).
بيتا ميلاريك وعائلته تنحدر من المقاطعة 12، برفقة كاتنيس إيفردين بطلة الثلاثية. في أحداث الكتاب الأول، مباريات الجوع، يتم اختيار بيتا ميلاريك خلال "يوم الحصاد"، في ذلك اليوم سنوياً يتم اختيار ولد وبنت أعمارهم تتراوح بين الثانية عشرة والثمانية عشرة عاماً من كل مقاطعة عن طريق القرعة للقتال حتى الموت إلى أن يتبقى متسابق واحد على قيد الحياة من ضمن 24 متسابق في ما يعرف بمباريات الجوع. يتحد بيتا مع زميلته من المقاطعة 12 كاتنيس إيفردين. الاثنان يخوضان المباريات معاً. هو يستعمل قدرته على التمويه للنجاة، والاثنان ينتصران بعد عصيان أوامر الكابيتل التي تنص على فائز واحد.